# Турковский
Турковский — хутор в Красноармейском районе Краснодарского края.
Входит в состав Трудобеликовского сельского поселения.

## География

### Улицы
- ул. Красная,
- ул. Краснолесская,
- ул. Купорная,
- ул. Лесная,
- ул. Хуторская,
- ул. Шевченко.

## Население
| 2002 | 2010 |
| ---- | ---- |
| 125  | ↗152 |